# Irgun

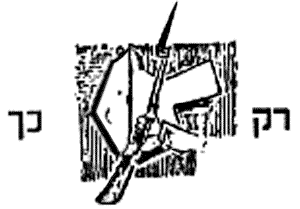
Symbol Irgunu s původním územím britské mandátní Palestiny (tj. včetně Zajordánska) a rukou třímající pušku s hebrejským nápisem Rak kach!, tj. „Jedině takto!“

Irgun (hebrejsky ארגון‎, doslova „Organizace“; celým názvem הָאִרְגּוּן הַצְּבָאִי הַלְּאֻמִּי בְאֶרֶץ יִשְׂרָאֵל‎, ha-Irgun ha-cva'i ha-le'umi be-erec Jisra'el, „Národní vojenská organizace v zemi izraelské“), též známý pod akronymem Ecel (hebrejsky: אצ״ל), byl ozbrojenou podzemní sionistickou skupinou, působící v letech 1931 až 1948 v britské mandátní Palestině. Vznikl jako ozbrojená skupina revizionistického sionismu v reakci na arabské nepokoje v mandátní Palestině. Podle historika Howarda Sachara byla ideologie Irgunu „přímo založena na učení Vladimira Žabotinského; tj. každý Žid má právo přijít do Palestiny, pouze aktivní odveta odradí Araby, pouze židovská armáda zajistí židovský stát.“ Spojeným královstvím byl Irgun považován za teroristickou organizaci, a po masakru ve vesnici Dejr Jásin řada světových osobností (např. A. Einstein) označila Irgun za organizaci fašistickou.

## Historie
Irgun vznikl štěpením dominantní židovské vojenské organizace Hagana, kdy někteří její členové nesouhlasili s její vojenskou strategií zdrženlivosti (havlaga) vůči arabským protižidovským útokům, ale dílem i proto, že se skládala vesměs ze stoupenců levicového sionistického hnutí. Zpočátku tak byla nová revizionistická skupina označována jako Hagana Bet (הגנה ב‎), ha-Hagana ha-leumit (ההגנה הלאומית‎) nebo ha-Ma'amad (המעמד‎). K dalšímu štěpení, tentokrát v Irgunu, došlo v roce 1940 poté, co se zavázal během druhé světové války neútočit na britské vojenské cíle. To vedlo skupinu radikálních členů kolem Avrahama Sterna k založení vlastní skupiny s názvem Lechi (též Sternova skupina či pejorativně Sternův gang).
Poté, co se koncem roku 1943 ujal vedení skupiny Menachem Begin, vyhlásil Irgun v únoru 1944 odboj proti Britům. Mezi aktivity Irgunu patřil například bombový útok na hotel Krále Davida v Jeruzalémě (červenec 1946), bombový útok na britské velvyslanectví v Římě (říjen 1946), osvobození židovských vězňů z věznice v Akku (květen 1947) a masakr v arabské vesnici Dejr Jásin (duben 1948).
Po vzniku Izraele byl Irgun rozpuštěn v izraelské armádě. Jeho poslední vůdce Menachem Begin následně založil stranu Cherut, která byla v prvních izraelských parlamentních volbách zvolena do Knesetu. Díky svým postojům, předsedovi a provázanosti s Irgunem se ale Cherut dostal do izolace a na dlouhá léta se stal hlavní opoziční stranou. V 60. a 70. letech se Cherut sloučil s několika středovými a pravicovými stranami nejprve v alianci Gachal, posléze ve stranu Likud, která je na izraelské politické scéně dodnes. Ve volbách v roce 1977 vyhrál Beginův Likud parlamentní volby a on se tak stal prvním izraelským pravicovým premiérem. I přes obavy z radikalismu to byl nakonec právě Begin, kdo uzavřel vůbec první mírovou smlouvu s arabským státem (Egyptem), za což byl oceněn Nobelovou cenou za mír.